# Студия Дикого
Студия Дикого — театральный коллектив в Москве, существовавший в 1931—1936 годах.
Студия была организована в 1931 году Алексеем Диким при участии Марии Андреевой и А. Н. Тихонова (Сереброва). До 1935 года назывался театрально-литературной мастерской, в 1935 году коллектив был переименован в «Театр-студию под руководством Алексея Дикого».
В основу воспитания молодых актёров студии было положено глубокое изучение литературы.
Учебные спектакли студии Дикого были отмечены самобытной индивидуальностью самого Алексея Денисовича, утверждавшего на сцене искусство яркой красочной театральности.
Среди актёров учившихся в студии: Георгий Менглет, Л. Н. Горячих, А. В. Миропольская, О. П. Солюс, Г. Д. Степанова, А. Г. Ширшов, О. И. Якунина, С. И. Якушев, С. Д. Столяров.
Преподавал в студии сам Алексей Денисович и Василий Топорков.

## Спектакли студии
- 1935 — «Интермедии» Сервантеса («Саламанкская пещера», «Ревнивый старик», «Два болтуна»)
- 1935 — «Леди Макбет Мценского уезда» Лескова
- 1935 — «Бедность не порок» А. Н. Островского